# UFC on FX: Guillard vs. Miller
UFC on FX: Guillard vs. Miller è stato un evento di arti marziali miste organizzato dalla Ultimate Fighting Championship e svoltosi il 20 gennaio 2012 alla Bridgestone Arena di Nashville, Stati Uniti.

## Retroscena
È il primo evento UFC ad essere trasmesso su FX.
Charles Oliveira e Robert Peralta dovevano inizialmente combattere in quest'evento, ma sono stati successivamente estromessi.
Rafaello Oliveira e Reza Madadi dovevano combattere tra loro in questo evento, ma entrambi sono stati sostituiti per infortunio, il primo da Fabrício Camões ed il secondo da Tommy Hayden.
Vagner Rocha doveva inizialmente affrontare Mike Brown, ma quest'ultimo è stato sostituito per infortunio da Jonathan Brookins.
Mike Easton doveva affrontare Ken Stone, poi escluso per infortunio e sostituito dal debuttante Jared Papazian.
La sfida tra Ryan Jimmo e Karlos Vemola è stata cancellata per infortunio di Jimmo.

## Incontri

### Card preliminare
- Incontro categoria Pesi Gallo:  Joseph Sandoval contro  Nick Denis

Denis sconfisse Sandoval per KO (gomitate) a 0:22 del primo round.
- Incontro categoria Pesi Piuma:  Daniel Pineda contro  Pat Schilling

Pineda sconfisse Schilling per sottomissione (strangolamento da dietro) a 1:37 del primo round.
- Incontro categoria Pesi Leggeri:  Fabrício Camões contro  Tommy Hayden

Camões sconfisse Hayden per sottomissione (strangolamento da dietro) a 4:03 del primo round.
- Incontro categoria Pesi Welter:  Charlie Brenneman contro  Daniel Roberts

Brenneman sconfisse Roberts per decisione unanime (30-27, 30-27, 29-28).
- Incontro categoria Pesi Leggeri:  Kamal Shalorus contro  Khabib Nurmagomedov

Nurmagomedov sconfisse Shalorus per sottomissione (strangolamento da dietro) a 2:08 del terzo round.
- Incontro categoria Pesi Medi:  Jorge Rivera contro  Eric Schafer

Rivera sconfisse Schafer per KO Tecnico (pugni) a 1:31 del secondo round.

### Card principale
- Incontro categoria Pesi Massimi:  Pat Barry contro  Christian Morecraft

Barry sconfisse Morecraft per KO (pugni) a 3:38 del primo round.
- Incontro categoria Pesi Gallo:  Mike Easton contro  Jared Papazian

Easton sconfisse Papazian per decisione unanime (29-28, 30-27, 29-28).
- Incontro categoria Pesi Welter:  Duane Ludwig contro  Josh Neer

Neer sconfisse Ludwig per sottomissione (strangolamento a ghigliottina) a 3:04 del primo round.
- Incontro categoria Pesi Leggeri:  Melvin Guillard contro  Jim Miller

Miller sconfisse Guillard per sottomissione (strangolamento da dietro) a 2:04 del primo round.

## Premi
Ai vincitori sono stati assegnati 45.000$ per i seguenti premi:
- Fight of the Night:  Pat Barry contro  Christian Morecraft
- Knockout of the Night:  Nick Denis
- Submission of the Night:  Jim Miller